# Anna Charlotte Didier de Boncourt

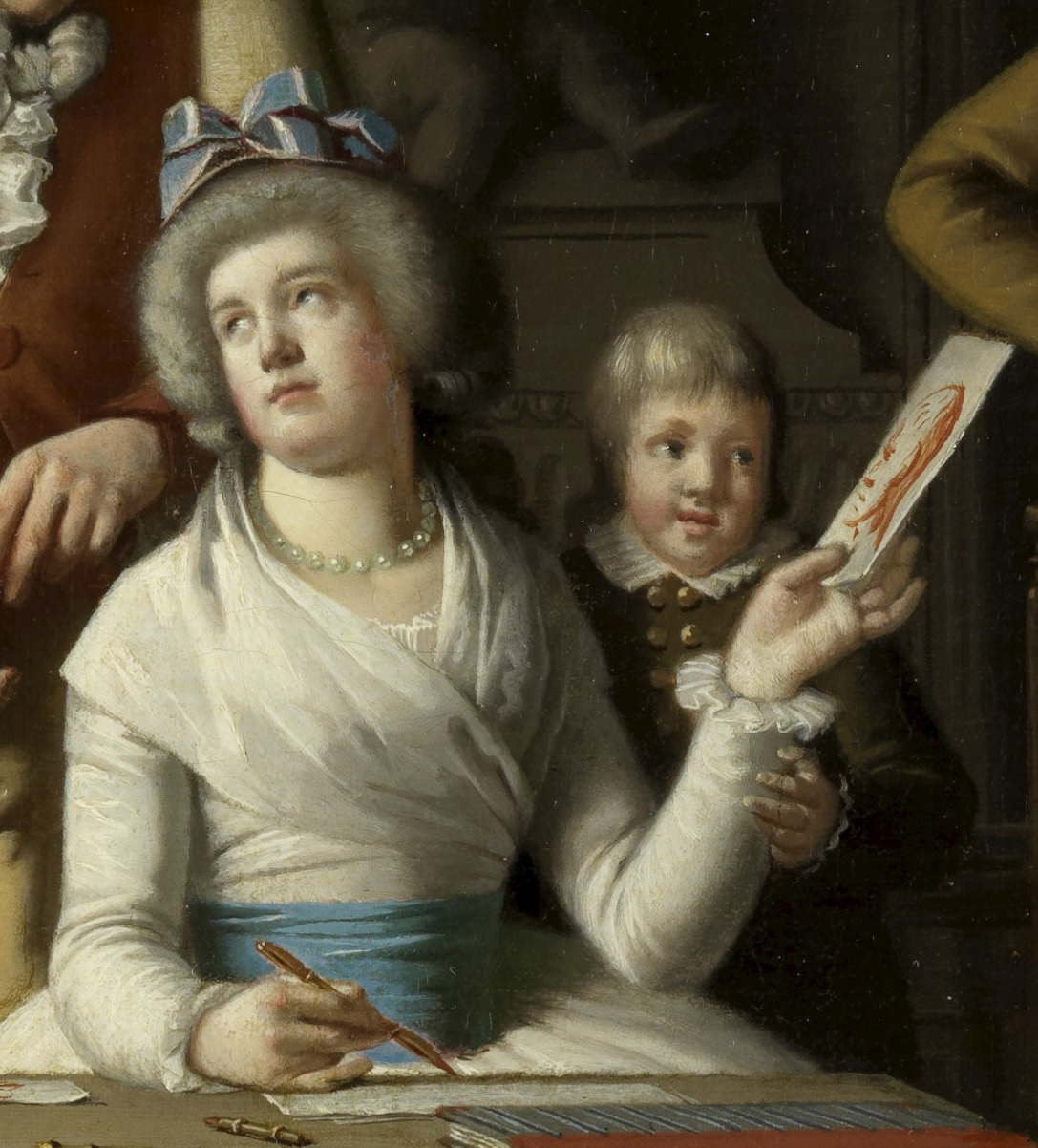
Anna Charlotte Didier de Boncourt

Anna Charlotte Didier de Boncourt (geboren 1. April 1748 in Den Haag; gestorben 30. März 1802 in Leeuwarden) war eine niederländische Zeichnerin und Malerin.

## Leben
Anna Charlotte Didier de Boncourt wurde am 1. April 1748 in Den Haag geboren. Sie war die Tochter des Hauptmanns der niederländischen Armee Jonkheer Philippe Maurice Didier de Boncour (1712–1749) und Marianne Sophie Theodore Pape, Marquise von Saint-Auban (1724–nach 1753). Sie wurde in eine adlige, ursprünglich französische protestantische Familie geboren und hatte eine ältere Schwester, Philippine Sophie (1746–1789). Ihr Vater starb, als sie ein Jahr alt war und ihre Mutter geriet einige Jahre später, 1752, wegen ihrer Liaison mit einem gewissen „Ritter de Burdet“ in die Kritik. Als sie im Begriff war, mit ihm nach England zu gehen, um dort zu heiraten, ließen ihre Schwiegermutter und ihr ehemaliger Vormund sie zu Hause verhaften. Sie wollten sie unter Vormundschaft stellen und ihre Kinder bei ihrer Großmutter unterbringen. Für die vierjährige Anne Charlotte und ihre Schwester muss es ein dramatisches Erlebnis gewesen sein. Der Fall wurde schließlich beigelegt und die Mädchen durften bei ihrer Mutter bleiben, allerdings unter der Aufsicht des niederländischen Gerichtshofes. Ihre Mutter starb schließlich, als sie 15 Jahre alt war und sie wurde zusammen mit ihrer Schwester von einem Vormund aufgezogen.
Anna Charlotte Didier de Boncourt zeigte eine Leidenschaft für das Zeichnen und durfte Zeichenunterricht beim Maler Dirk Kuipers nehmen. Sie war bald in der Lage nicht nur naturgetreue Porträts ihrer Verwandten und Freunde mit Buntstift zeichnete, sondern diese auch mit Ölfarbe zu malen. So weit bekannt, ist nur ein Selbstporträt in Pastell aus der Zeit vor ihrer Heirat erhalten. Erwähnenswert ist auch ein von ihr 1770 signiertes Porträt des Statthalters Willem V., das 1892 bei einer Auktion in Rotterdam angeboten wurde.

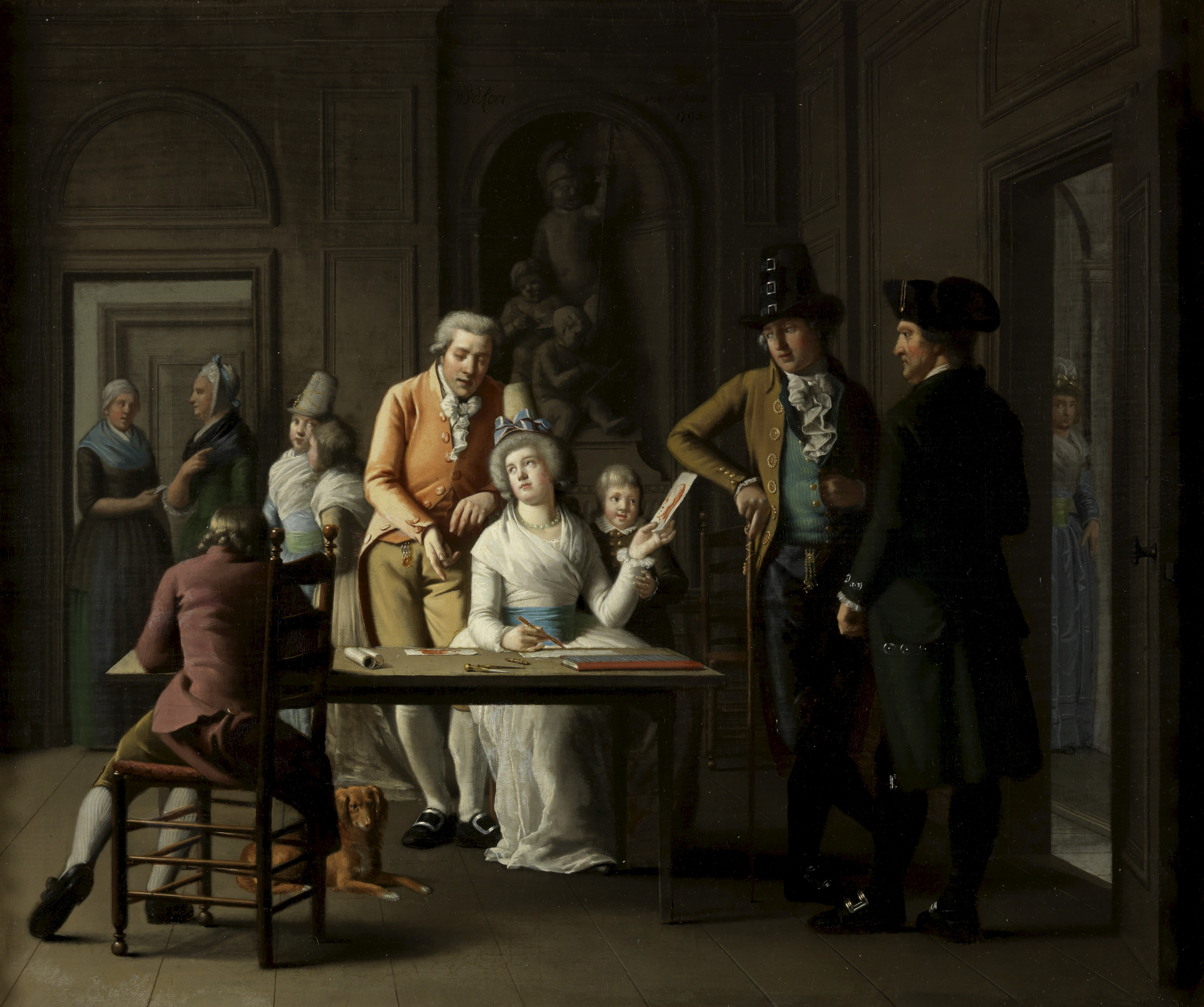
Willem Bartel van der Kooi: Die Zeichenstunde von Anna Charlotte Didier de Boncour

Anne Charlotte de Boncour heiratete am 9. Mai 1775 in Den Haag Henricus van der Haer (1751–1811), Gerichtsschreiber am Gerichtshof von Friesland. Sie lebten in Leeuwarden und bekamen zwei Söhne und drei Töchter. Die beiden jüngsten Töchter starben im Alter zwischen einem und zwei Jahren. Auch nach ihrer Heirat beweisen erhaltene Pastellporträts ihres Mannes, ihrer Tochter und wahrscheinlich eines ihrer Söhne, das sie weiter gemalt hat. Darüber hinaus scheint ein Gemälde von Willem Bartel van der Kooi aus dem Jahr 1793 darauf hinzudeuten, dass sie bei diesem friesischen Maler in Leeuwarden Zeichenunterricht erhielt. Sie ist dargestellt, wie sie mit einer Zeichenfeder und einer Porträtzeichnung in der Hand an einem Tisch sitzt, während Van der Kooi Anweisungen gibt.
Von den auf dem Gemälde abgebildeten Personen wurden ihr Ehemann Hendrik, ihre Söhne Bonifacius (1778–1827) und Daniël (1781–1831) sowie ihre Tochter Elizabeth Catharina (1776–1823) identifiziert. In einem Brief an Van der Willigen aus dem Jahr 1813 berichtet Van der Kooi, dass er im Haus der Familie Van der Haer unter anderem zwei Ölgemälde von Anne Charlotte gesehen habe: „Die Flucht der Heiligen Familie nach Ägypten“ und „Der Rückzug aus Ägypten“, Kopien nach dem deutschen Maler Christian Wilhelm Ernst Dietrich. Ihm zufolge waren die Stücke „vorzüglich breit und zart gemalt, makellos, leuchtend und kräftig in der Farbe“ und so gut, dass sie „neben den besten niederländischen Meisterkabinetten stehen würden“. Van der Kooi fügt hinzu, dass er auch „ihr Porträt mit Buntstift“ gesehen habe, das sicherlich sehr lobenswert sei, sich aber nicht mit den erwähnten Kopien vergleichen lasse. Über das Pastellporträt urteilt er jedoch, weil „nur sehr wenige Enthusiasten die Kunst auf eine derartige Höhe gebracht haben“.
Anne Charlotte Didier de Boncour starb am 30. März 1802 im Alter von 53 Jahren in Leeuwarden. Sie wurde am 5. April auf dem Westerkerkhof beerdigt.